# Sassaniderne
Sassanideriget eller sassaniderne (på persisk: ساسانیان dvs. ”Sassanisk”) er rækken af iranske konger, som regerede det tredje iranske rige fra 224 e.Kr. til 651. Dynastiet mistede magten, da den sidste sassanidiske shah, Yazdegerd 3., led nederlag efter 14-års kamp for at fordrive det tidlige kalifat, som gjorde Iran til det første muslimske rige.
Sassanideriget omfattede under dets største udstrækning dele af nutidens Iran, Irak, Armenien, Afghanistan, Tyrkiet, Jordan, Israel, Libanon, Syrien, Georgien, Armenien, Aserbajdsjan, Turkmenistan, Tadsjikistan, Usbekistan, Qatar, Bahrain, Yemen, Oman, Indien, Kasakhstan, Forenede Arabiske Emirater, Saudi Arabien, Pakistan, Rusland, Egypten og Kirgisistan. Sassaniderne kaldte riget Iranshahr og Eran.
Sassanidernes tidsalder er en af de mest betydningsfulde i Iran. På mange måder stod sassaniderne på det højeste stade inden for den iranske kultur, og de ledede det sidste iranske rige inden dets nederlag til muslimske styrker og befolkningens omvendelse til islam. Sassanidernes indflydelse nåede kulturer langt fra rigets grænser: det vestlige Europa, Afrika, Kina og Indien. Denne indflydelse fortsatte i den tidlige islamiske verden. Dynastiets enestående og aristokratiske kultur omdannede under kraftfulde ledere den muslimske erobring af Iran til en iransk renæssance. Meget af det, der blev kendt som muslimsk kultur inden for arkitektur, digtning og tæpper, bogillustrationer etc. blev overført fra sassaniderne til hele den muslimske verden.

## Begyndelse
Sassanidedynastiet blev skabt af Ardashir 1. eller Artaxerxes, som nedstammede fra en slægt af zarathustriske præster, der også var guvernører i Persis. Hans far, Babak (Papag), herskede over Kheir, en mindre by. Hans mor, Rodagh, var datter af guvernøren i Pars. Ardashirs farfar var Sassan, ypperstepræst i Anahitatemplet. Senere historikere valgte Sassans navn som betegnelse for Ardahirs dynasti og kaldte det sassaniderne. Iranerne kaldte deres kongedømme for Eranshahr. Romerne anerkendte i begyndelsen ikke sassanideriget som et selvstændigt kongerige og brugte ordet parthisk om det iranske rige øst for grænsen. Da Sassan døde, afsatte Babak kongen over Persis (Pars), "Gochihr", og overtog tronen. Ardashir styrede i sin fars regeringstid den lille by "Darabjird", og efter Babaks død kom Ardashirs storebror, Shapur, på tronen, men Ardasjir gjorde oprør og fratog ham kongemagten i 208 e.Kr..
Ardashir og hans efterfølgere skabte et mægtigt rige med centrum i Firouzabad i Pars. Det omfattede det meste af det gamle Achæmeniderige øst for Eufrat. Sassaniderne ønskede at genskabe perserrigets storhed og påtog sig at gøre landet iransk. Sassanidiske beretninger og inskriptioner nævner dog ikke achæmeniderne. Sassaniderne søgte længe at genforene alle det gamle riges områder, og det bragte dem i talrige krige mod Romerriget og dets efterfølger, det byzantinske rige. Sassanideherskerne gjorde zarathustrianismen til statsreligion og hævdede i inskriptioner at have forfulgt andre trosretninger. Det er hverken bekræftet af samtidige jødiske eller kristne kilder; i øvrigt vekslede religionspolitikken fra hersker til hersker under sassanideriget.

## Historie

### Tidlig fase (224-310)
Ardashir udvidede hastigt sit landområde og krævede troskabsed fra fyrsterne i Fars og provinserne Kerman, Isfahan, Susiana og Mesene. Denne ekspansion blev bemærket af den parthiske storkonge, Artabanus 4., der var Ardashirs herre. Artabanus førte sine styrker mod Ardashir i 224, og hærene stødte sammen Hormizdeghan, hvor Artabanus blev dræbt. Ardashir fortsatte med at trænge ind i de vestlige provinser af det lammede Partherrige. Han blev kronet i 226 som enehersker af Persien og tog titlen Shahanshah "Kongernes konge" og hans hustru, Adhur-Anahid, tog titlen "Dronningernes dronning". Dermed standsede han det 400 år gamle Partherrig og indledte fire århundreder med sassanidisk styre.
I de næste år udvidede Ardashir sit nye rige mod øst og nordvest ved at erobre provinserne Sistan, Gorgan, Khorasan, Merv (i det nuværende Turkmenistan), Balkh og Chorasmien. Han føjede også Bahrain og Mosul til de sassanidiske besiddelser. Desuden anerkendte kongerne af Kushan, Turan og Mekran Ardashir som deres herre. Mod vest lykkedes angreb på Hatra, Armenien og Adiabene mindre godt.
Ardashirs søn, Shapur 1. (241–272), fortsatte ekspansionen og erobrede Baktrien og Kushan og førte adskillige felttog mod Romerriget. Shapur trængte langt ind på romersk område, plyndrede Antiokia i Syrien (253 eller 256) og besejrede de romerske kejsere Gordian 3., Philippus Arabs og Valerian. Denne blev taget til fange i (259) efter slaget ved Edessa, hvad der var en frygtelig og hidtil ukendt vanære for romerne. Shapur fejrede sin sejr ved at lade nogle imponerende klipperelieffer udhugge i Naqsh-e Rustam i nærheden af Persepolis med en monumental inskription på iransk og græsk. I årene mellem 260 og 263 tabte Shapur 1. nogle af disse erobringer til Odaenathus, en af romernes allierede.
Shapur 1. havde intense udviklingsplaner. Han grundlagde mange byer, hvoraf nogle blev befolket med emigranter fra de romerske områder. De omfattede kristne, som havde tilladelse til frit at dyrke deres tro under sassanidisk styre. Byerne Bishapur og Nishapur er opkaldt efter ham. Manikæismen nød Shapurs særlige gunst; han beskyttede profeten Mani og udsendte mange manikæiske missionærer. Shapur blev ven med en babylonisk rabbi Shmuel. Det venskab blev en fordel for den jødiske menighed, og det gav den et pusterum under undertrykkende love, som var vedtaget imod dem.
De næste konger ændrede Shapurs religiøse tolerance. Shapurs efterfølger, Bahram 1. (273-276), forfulgte Mani og hans disciple under pres fra præsteskabet. Senere fængslede han Mani og beordrede ham dræbt, og Mani døde i fængslet, mens han ventede på sin henrettelse.
Bahram 2. (276-293) fulgte sin fars religiøse politik. Han var en svag hersker og mistede adskillige af de vestlige provinser til den romerske kejser Carus. I hans regeringstid måtte størstedelen af Armenien afstås til Diocletian efter et halvt århundrede under persisk styre.
Narseh, som fulgte Bahram 2. (293-302), indledte krig mod romerne. Efter en sejr over kejser Galerius ved Callinicum tæt på Eufrat i 296 blev Narseh slået afgørende ved et baghold, mens han var i Armenien med sit harem i 297. Ifølge den traktat, som blev indgået efter krigen, måtte sassaniderne afgive alt land vest for Tigris, og de måtte ikke blande sig i forholdene i Armenien og Georgien. Efter det knusende nederlag trådte Narseh tilbage i 301 og døde af sorg året efter. Hans søn Hormizd 2. (302-310) overtog magten, og selv om han nedkæmpede oprør i Sistan og Kushan, var også han en svag hersker, der ikke formåede at styre adelen. Han blev dræbt af beduiner under en jagt.

### Første gyldne periode (310-379)
Da Hormizd 2. døde, dræbte persiske adelige Hormizds ældste søn, blindede den næstældste og fængslede den tredjeældste. Han undslap til romersk område.
Arabere trængte ind fra syd, hvor de ødelagde og plyndrede de sydligste byer i riget. De angreb endda Farsiprovinsen, hvor sassanidedynastiet opstod. Magten blev overdraget til en af Hormizds hustruers ufødte barn. Det siges, at Shapur er den eneste konge i historien, der er blevet kronet, mens han lå i moders liv: kronen blev sat på moderens mave. Shapur blev født som konge, men i hans barndom blev riget styret af hans moder og adelen. Da han blev myndig, greb han selv magten og viste sig hurtigt som en aktiv og effektiv hersker.
Shapur førte først sin lille, men disciplinerede hær mod araberne, som han besejrede. På den måde sikrede han rigets sydlige egne. Så indledte han et felttog mod romerne, hvor han havde en vis succes i begyndelsen. Men efter belejringen af Singara blev hans erobringer bremset af nomadetogter ind over rigets østlige grænser. Disse togter truede Transoxanien, der var strategisk afgørende for kontrollen med Silkevejen. Dertil kom at Shapurs styrker ikke var tilstrækkelige til at fastholde det landområde, han havde erobret mod vest. Derfor underskrev han en fredsaftale med Constantius II, hvori begge parter gik ind på at undlade angreb mod hinandens territorium i en begrænset periode.
Shapur marcherede så mod øst i retning af Transoxianien for at møde de østlige nomader. Da Shapur havde besejret de hvide hunner, indledte han i 359 sit andet felttog mod romerne sammen med nomadekongen Grumbates. Denne gang med fuld militær styrke og med nomadernes støtte. Krigen blev en overvældende succes: i alt fem romerske provinser kom på iranske hænder.
Shapur førte en hårdhændet religionspolitik. Han fuldførte samlingen af Avesta, Zoroastrianismens hellige tekster. Kætteri og frafald blev straffet, og de kristne blev forfulgt. Det sidste var en reaktion på kristendommen i Romerriget under Konstantin den Store. Shapur 2. var ligesom Shapur 1. venligt indstillet overfor jøderne, som levede i forholdsvis frihed, og som opnåede mange fordele i denne tid (se også Raba (Talmud)).
Ved Shapurs død var det persiske rige stærkere end nogensinde: fjenderne mod øst var bragt til ro, og Armenien var under iransk kontrol.

### Mellemperioden (379-498)
Fra Shapur 2.s død til Kavadh 1.'s kroning var Persien stort set stabilt og førte kun få krige mod det Byzantinske rige. Sassaniderne skiftede derimod religionspolitik fra konge til konge. Administrationen fra Shapurs 2.s regeringstid forblev stærk trods en række svage ledere, og regeringen fortsatte med at fungere effektivt.
Da Shapur 2. døde i 379, efterlod han et magtfuldt rige til sin halvbror, Ardashir 2. (379-383) søn af Vahram af Kushan, og dennes søn, Shapur 3. (383-388). Ingen af dem havde deres forgængers talent. Ardashir 2., der voksede op som kongens "halvbror", havde ikke format til at udfylde sin rolle, og Shapur 3. var for melankolsk en skikkelse til at udrette noget som helst. Hans søn Bahram 4. (388-399) var ganske vist ikke så passiv som sin far, men det lykkedes ham alligevel ikke at udrette noget af betydning. I hans regeringstid blev Armenien delt som aftalt mellem det Byzantinske og det Persiske rige. Sassaniderne genetablerede deres herredømme over største delen af Armenien, mens byzantinerne kun havde magten i en lille del af det vestlige Armenien.
Bahram 4.s søn, Yazdegerd 1. (399-420), bliver ofte sammenlignet med Konstantin den Store. Han var magtfuld både legemligt og diplomatisk, og ganske som sin romerske modpart var han opportunistisk. De regerede begge med religiøs tolerance og gav plads, så de religiøse mindretal kunne trives. Han standsede forfølgelsen af de kristne og straffede endda de adelige og præster, som forfulgte dem. Hans regeringstid var forholdsvis fredelig. Han sluttede en varig fred med byzantinerne og blev endog værge for den unge Theodosius 2.. Han giftede sig med en jødisk fyrstinde, som han fik sønnen Narsi med.
Yazdegerd 1. blev 420 fulgt af sin søn, Bahram 5., der blev en af de mest berømte af sassaniderne og helten i mange myter. De levede videre, længe efter at araberne havde knust sassanideriget. Bahram 5. (420-439), bedre kendt som Bahram-e Gur, kom til magten efter sin fars pludselige død (ved snigmord?) trods adelig modstand, men med hjælp fra al-Mundhir, den arabiske hersker over al-Hirah. Bahrams mor var Soshandukht, datter af den jødiske leder. I 427 knuste han en invasion af nomadiske hephthalitter, som var trængt ind i den østlige del af landet. På den måde skaffede han sig indflydelse i Centralasien, hvor hans billede overlevede i flere hundrede år på byen Bukharas mønter. Bahram afsatte vasalkongen i den persiske del af Armenien og gjorde området til en regulær provins.
Han er en stor skikkelse i den persiske tradition, hvor mange fortællinger beretter om hans mod og skønhed, om hans sejre over byzantinere, tyrkere, indere og afrikanere, og om hans jagt- og kærlighedseventyr. Han kaldes Bahram-e Gur, (’’gur’’ = vildhest (onager)) på grund af hans forkærlighed for jagt på onagerne. Han står for kongemagten på højdepunktet af en gylden tidsalder. Han skaffede sig kronen i konkurrence med sin bror, og han brugte megen tid med at bekæmpe udenlandske fjender, men mest af alt morede han sig med jagt og hoffester med deltagelse af hans berømte gruppe af mandlige og kvindelige hoffolk. På den måde virkeliggjorde han billedet af kongelig rigdom. De bedste værker i sassanidelitteraturen blev skrevet i hans levetid, der blev komponeret berømte stykker af sassanidemusik, og sportsgrene som polo blev kongeligt tidsfordriv – en tradition, som er fortsat til nutiden i mange kongefamilier.
Bahram 5.s søn, Yazdegerd 2. (438-457), var en retfærdig og mild hersker, men i modsætning til Yazdegerd 1. førte han en hårdhændet politik over for mindretalsreligioner og særligt over for de kristne.
Yazdegerd samlede i den første del af sin regeringstid en hær af forskellige folkeslag som hans indiske allierede og angreb det Byzantinske rige for at fjerne truslen fra nyopførte byzantinske befæstninger på persisk territorium nær Carrhae. Byzantinerne plejede at bygge befæstninger som optakt til felttog. Byzantinerne blev fuldstændigt overraskede, og kun en voldsom oversvømmelse forhindrede Yazdegerd i at rykke langt ind på byzantinsk område. Den byzantinske kejser, Theodosius 2., bad om fred og sendte sin hærchef til Yazdegerds lejr. Resultatet af forhandlingerne i 441 blev, at begge riger lovede at afstå fra at bygge nye befæstninger langs grænsen. Selv om Yazdegerd havde overmagten, forlangte han ikke andet, og det skyldtes kidariternes angreb på Parthien og Khwarezmien. Han samlede hærstyrkerne i Nishapur i 443 og indledte et langvarigt felttog mod kidariterne. Efter en række slag nedkæmpede han dem og drev dem over på den anden side af Oxusfloden i 450.
Under dette østlige felttog blev han mistænksom mod kristne i hæren og blandt de adelige, så han fjernede dem fra regeringsmagten og hæren. Han forfulgte nu de kristne og til en vis grad også jøderne. For at skaffe Zoroastrianismen fodfæste i Armenien nedkæmpede han et kristent ledet oprør i slaget ved Vartanantz i 451. Armenerne forblev dog stort set kristne. I sine sidste år måtte han atter i gang med kidariterne, og krigen varede til hans død i 457.
Hormizd 3. (457-459) var Yazdegerd 2.s yngste søn, som kom på tronen i konstant kamp med sin storebror, Peroz 1. (Firuz), der havde støtte fra adelen og hephthalitterne i Baktrien. Stridighederne endte med, at han blev dræbt af Peroz i 459.
I begyndelsen af det 5. århundrede angreb hephthalitterne (de hvide hunner) og andre nomadefolk Persien i flere bølger. I begyndelsen påførte Bahram 5. og Yazdegerd 2. dem en række alvorlige nederlag og drev dem tilbage mod øst. De vendte dog tilbage i slutningen af samme århundrede og besejrede Peroz 1. (457-484) i 483. Hephthalitterne fulgte sejren op ved at invadere og plyndre den østlige del af Persien i to år. Derefter opkrævede de i nogle år en tung tribut af riget.
Disse angreb medførte usikkerhed og uorden, og Peroz forsøgte igen at drive hephthalitterne ud, men på marchen mod Herat faldt han og hans hær i baghold i ørkenen. Peroz blev dræbt og hæren udslettet. Efter den sejr trængte hephthalitterne frem til Herat og skabte kaos. Til sidst lykkedes det Zarmihr (eller Sokhra) fra den gamle adelsfamilie Karen at skaffe et vist mål af orden, og han indsatte Balash, en af Peroz' brødre, på tronen. Truslen fra hephthalitterne fortsatte dog til Khosrau 1.s regeringstid. Balash (484-488) var en mild og storsindet hersker, som gav de kristne friheder, men han gjorde ikke noget ved rigets ydre fjender. Efter fire års regeringstid blev Balash afsat og blindet, og hans nevø, Kavadh 1. (Qobad 1.) (449-531), kom på tronen.
Kavadh 1. var en energisk og reformvenlig regent. Han støttede den folkelige sekt, der var grundlagt af Mazdak, og som krævede, at de rige skulle dele deres hustruer og rigdom med de fattige. Hans hensigt var tydeligvis at knække stormændenes indflydelse og bremse væksten i aristokratiet ved at støtte sig til mazdakiternes lære. Disse reformer førte blot til, at han blev afsat og fængslet i ”Glemselens slot” (Lethe) i Susa, og hans lillebror, Djamasp (Zamaspes) (496-498), blev indsat i stedet. Kavadh undslap dog og fik asyl hos hephthalitternes konge.
Djamasp blev indsat på den persiske trone af medlemmer af adelen. Modsat Kavadh, der havde mistet både tronen og sin frihed ved at afvige fra den rette opfattelse, var han en ægte tilhænger af mazdakismen, og han var en god og venlig konge, som nedsatte skatterne for at lette byrderne for bønderne og de fattige. Hans regeringstid sluttede snart efter, da Kavadh vendte tilbage til rigets hovedstad i spidsen for en stor hær, som hephthalitternes konge havde givet ham kommandoen over. Djamasp trådte loyalt tilbage og afleverede tronen til sin bror. Kilderne nævner ikke noget om Djamasps senere liv, men det antages, at han blev godt behandlet ved sin brors hof.

### Anden gyldne periode (498-622)
Den anden gyldne periode begyndte efter Kavadh 1.s anden regeringsperiode. Støttet af hephthalitterne indledte Kavadh et felttog mod Byzantz. I 502 indtog han Theodosiopolis (det nuværende Erzurum) i den byzantinske del af Armenien. I 503 indtog han Amida (det nuværende Diyarbakır) ved Tigris. I 505 førte en invasion af hunner fra Kaukasus og ind i Armenien til, at der blev våbenstilstand på den betingelse, at byzantinerne betalte perserne for at vedligeholde fæstningerne i Kaukasus. På trods af, at han ikke kunne befri sig for afhængigheden af hephthalitterne, lykkedes det Kavadh at genskabe indre orden i riget, og han kæmpede med held mod byzantinerne. Derudover grundlagde han adskillige byer, hvoraf nogle er opkaldt efter ham, og han tog fat på at regulere beskatningen.
Efter Kavadh 1. kom hans søn, Khosrau 1., til magten. Han er også kendt som ’’Anushirvan’’ (”med den udødelige sjæl” (531-579), og han er den mest berømte af de sassanidiske herskere. Han omdannede skattesystemet og reorganiserede hæren og administrationen, så hæren blev tættere knyttet til centralregeringen end til de lokale fyrster. I hans regeringstid kommer de første ’’digqaner’’ (= ”landsbyherrer”), en gruppe af landadelsfolk, som skulle blive rygraden i senere tiders sassanidiske provinsadministration og skatteinddrivning. Khosrau var en stor bygherre, der udvidede sin hovedstad, grundlagde nye byer og lod nye bygninger opføre. Han genopbyggede kanalsystemet og skaffede såsæd og avlsdyr til de gårde, der var blevet ødelagt i krigene. Han fik opført stærke fæstningsværker i passene og anbragte de underkuede stammefolk i omhyggeligt udvalgte grænsebyer, sådan at de kunne fungere som vagtposter overfor indtrængende fjender. Selv om Justinian havde betalt ham 440.000 guldstykker for at bevare freden, brød Khosrau den ”evige fred” som var aftalt i 532 og invaderede Syrien i 540, hvor han skaffede sig penge fra de forskellige byer. Han var tolerant på det religiøse område, selv om han erklærede zoroastrianismen for statsreligion. Derfor blev han heller ikke synderligt foruroliget, da en af hans sønner blev kristen.
Under Khosrau 2. opstod der en kortvarig krise, da general Bahram Chobin gjorde oprør, men Khosrau fik hurtigt stram kontrol med riget. Under en borgerkrig i det Byzantinske rige gik Khosrau i gang med en total invasion. Sassanidernes drøm om at gendanne achæmenidernes rige var nær ved at gå i opfyldelse, da både Jerusalem og Damaskus blev erobret. Kort efter blev også Ægypten erobret, og i 626 var Konstantinopel under belejring af slaviske og avariske styrker, der fik støtte fra Persien. Dette bemærkelsesværdige højdepunkt i rigets udvidelse gik hånd i hånd med en opblomstring i persisk kunst, musik og arkitektur.
Efter Khosraus død overtog Hormizd 4. tronen. Han var også en kraftfuld hersker, som fortsatte den succes og velstand, der var grundlagt af hans forgængere.

### Tilbagegang og afslutning (622-651)
Selv om Khosrau 2.s felttog havde været vellykket, overanstrengte det den persiske hær, og folket led under skattetrykket. Den byzantinske kejser, Heraclius, hævnede sig med en taktisk manøvre, hvorunder han forlod sin belejrede hovedstad og sejlede over Sortehavet for at angribe Persien i ryggen. I mellemtiden var der opstået gensidig mistænksomhed mellem Khosrau og hans general Shahrbaraz, og byzantinske agenter viste Shahbaraz breve, som beviste, at Khosrau planlagde at henrette generalen. Shahrbaraz frygtede for sit liv og holdt sig i ro i denne kritiske periode. På den måde stod Persien uden en af sine største hære og en af sine bedste generaler, hvad der yderligere vendte lykken til fordel for byzantinerne. Heraclius drog fordel af, at Shahrbaraz var ude af billedet, og med hjælp fra khazarer og andre tyrkiske folkeslag vandt han flere ødelæggende sejre over sassanidestaten, som var betydeligt svækket efter 15 års krig. Heraclius' felttog kulminerede i slaget ved Nineve, hvor byzantinerne (uden khazarerne, som havde svigtet Heraclius) besejrede den persiske hær under ledelse af Rhahzadh. Heraclius marcherede derpå gennem Mesopotamien og det vestlige Persien, hvor han plyndrede Takht-e Soleyman og paladset i Dastugerd. Det var dér, han modtog meddelelsen om, at Khosrau 2. var blevet snigmyrdet.
Kaos og borgerkrig blev følgerne af dette nederlag, og sassanideriget blev betydeligt svækket. I løbet af 14 år havde riget 12 herskere, heriblandt to døtre af Khosrau 2. De centrale myndigheders magt overgik til generalerne, og det tog mange år, før der kom en ny, stærk konge ud af en række kup, men selv da kom sassanidedynastiet sig ikke rigtigt.
I foråret 632 kom et barnebarn af Khosrau 1., Yazdegerd 3. (632-651) på tronen, men samme år foretog de første arabiske enheder togter ind på persisk område. De mange års krig havde udmattet både byzantinerne og perserne, og sassaniderne var yderligere svækket af økonomisk tilbagegang, tunge skatter, religiøse uroligheder, en stiv, social lagdeling, hvor provinsernes jordejere fik øget magt, samt af det hyppige skift mellem herskere. Disse faktorer banede vejen for den arabiske invasion.
Sassaniderne ydede aldrig nogen virkelig effektiv modstand mod de arabiske hæres pres. Yazdegerd var en dreng, som regerede på sine rådgiveres nåde, og han var ude af stand til at forene det mægtige landområde, der smuldrede til små, feudale kongeriger, selv om det burde have lettet situationen, at det Byzantinske rige ikke længere var nogen trussel. Det var nemlig også under pres fra de arabere, der for nylig var begyndt at udvide deres herredømme. Den arabiske trussel kom i første omgang fra Khalid ibn Walids små veldisciplinerede hærenheder. Han havde været Muhammeds foretrukne våbenfælle og leder af den arabiske hær. Under kaliffen `Omar ibn al-Khattāb besejrede en muslimsk hær en større persisk styrke under ledelse af general Rostam Farrokhzād i slaget ved al-Qādisiyyah og derefter belejrede den Ctesiphon. Yazdegerd flygtede mod øst fra Ctesiphon og efterlod det meste af rigets enorme skatte. Araberne erobrede byen kort efter, hvad der tømte den sassanidiske regering for midler, samtidig med at det skaffede angriberne adgang til en mægtig finansiel ressource. Nogle af de sassanidiske guvernører forsøgte at samle deres styrker for at jage indtrængerne bort, men anstrengelserne blev hæmmet af, at de manglede en stærk central ledelse, og guvernørerne blev slået i slaget ved Nihawānd. Da sassaniderigets militærmagt nu var ødelagt, var riget fuldstændigt hjælpeløst overfor indtrængerne.
Da Yazdegard hørte om nederlaget ved Nihawānd, flygtede han længere væk og op i den nordlige Khorasanprovins, hvor han blev snigmyrdet af en møller i Merv sent på året 651. Sassanideriget blev løbet fuldstændigt over ende i løbet af fem år, og dets landområde blev underlagt det islamiske kalifat. Befolkningen blev tilbudt at konvertere frivilligt til Islam og kun blive pålagt at betale jizya), som ikke var noget problem for dem, da beløbet var meget mindre end det de i forvejen betalte. Til gengæld for betalingen af Jizya var det muslimernes opgave at beskytte de betalende. Muslimerne måtte ikke tvinge befolkningen til at konvertere til Islam, da dette er forbudt i henhold til koranens kapitel 2 vers 256: "Der er ingen tvang i religionen."
Biblioteket ved Universitetet i Gundishapur blev ødelagt, og bøgerne blev brændt af sejrherrerne. Det meste af sassaniderigets optegnelser og litteratur blev ødelagt, men nogle få værker, som blev reddet, blev senere oversat til arabisk og derfra til moderne persisk.
Forfatteren Ferdowsi skriver i værket Shahnameh som kommentar om sassanidernes undergang:
کجا آن بزرگان ساسانیان

زبهرامیان تا بسامانیان
kujā ān buzurgān-i Sāsāniyān 

zi Bahrāmiyān tā bi-Sāmāniyān?
"Hvor er de store sassanider forsvundet hen?

Hvad er der sket med Bahram 5. og Samaniderne?"

## Styreform
Sassaniderne skabte et rige, der stort set lå inden for de grænser, der var nået under achæmeniderne, og med hovedstaden i Ctesiphon i Khvarvaranprovinsen. De sassanidiske herskere, som styrede dette rige, tog titlen Shāhanshāh (kongernes konge), som tegn på at de var småregenternes (shahrdars) herre. De sassanidiske dronninger havde tilsvarende titlen Banebshenan banebshen (dronningernes dronning). Det sassanidiske styre var kendetegnet ved en betydelig grad af centralisering, ambitiøs byplanlægning, udvikling af landbruget og af teknologiske fremskridt. Et magtfuldt bureaukrati udførte på kongens vegne mange af regeringens opgaver, og indenfor dette bureaukrati havde det zoroastriske præsteskab umådelig indflydelse. Ypperstepræsterne, magerne (موبدان) var sammen med overgeneralen, Spahbod (ايران سپهد), og chefen for administrationen, viziren (وزير), de mest magtfulde i riget efter kongen.
Socialt byggede sassaniderne på et lagdelt samfund. Det var et system, som blev støttet af zoroastrianismen, der var statsreligion. Andre religioner blev i store træk tolereret (selv om denne påstand diskuteres meget, se f.eks. Wiesehöfer: Ancient Persia eller Cambridge History of Iran, bd. 3). De sassanidiske herskere søgte bevidst at genoplive persiske traditioner og at fjerne den græske indflydelse på kulturen.

## Sammenstød med nomadefolk
Sassanideriget var ligesom Romerriget og senere det Byzantinske rige i konstant konflikt med nabokonger og nomadiske folkeslag. Selv om truslen om nomadeindtrængen aldrig blev fjernet helt, havde sassaniderne generelt set større succes med at håndtere disse forhold end romerne og byzantinerne, og det skyldtes deres politik med at foretage koordinerede felttog mod truende nomadefolk.
Mod vest grænsede sassanideriget op mod det store og stabile Romerrige (og senere det østromerske rige), men mod øst var dets nærmeste naboer Kushanriget og nomadefolk som hephthalitterne (de ”hvide hunner”). Opførelsen af fæstningsværker som Tuscitadellet støttede dog forsvaret af de østlige provinser.
Sydfra hærgede beduinfolk fra det centrale Arabien af og til sassanideriget. kongeriget Al-Hirah, der var et sassanidisk vasalrige, blev oprettet for at skabe en stødpude mellem rigets centrale dele og beduinerne. Da Khosrau 2. opløste al-Hirah i 602, blev det en hovedårsag til, at sassaniderne led afgørende nederlag til araberne senere i århundredet. Disse nederlag førte i næste omgang til, at beduinske hære under islams flag pludseligt kunne overtage det sassanidiske rige.
Nordfra angreb khazarer og andre tyrkiske nomader ofte rigets grænseprovinser. Sassaniderne byggede talrige fæstningsværker i Kaukasus for at bremse disse angreb. Alligevel plyndrede nomaderne medernes landområde i 634, men kort efter besejrede den persiske hær dem og drev dem ud.

## Kontakt med østlige magter

### Forholdet til Kina
Ligesom deres forgængere under partherriget opretholdt sassanideherskerne aktive forbindelser med Kina, og ambassadører fra Persien rejste ofte til Kina. Ved forskellige lejligheder sendte sassanidekongerne deres mest talentfulde musikere og dansere til det kejserlige kinesiske hof. Begge rigerne havde gavn af handlen langs silkevejen, og de havde en fælles interesse i at bevare og beskytte den handel. De samarbejdede om at bevogte handelsruterne gennem Centralasien, og begge riger byggede forposter i grænseegnene, så karavanerne kunne beskyttes mod nomadefolk og banditter. Da Iran blev invaderet af de muslimske arabere, undslap Yazdegerd 3.'s søn, Pirooz, sammen med nogle få persiske adelige og søgte tilflugt hos det kinesiske kejserhof.

### Ekspansion i Indien
Da sassaniderne under Ardashir 1. havde skaffet sig kontrol med Iran og dets naboegne, udvidede den anden kejser, Shapur 1., sit magtområde østpå ind i det, der nu er Pakistan og det nordvestlige Indien. Det selvstændige kushanrige måtte anerkende hans overhøjhed. Selv om Kushanriget var på vej mod sin undergang ved slutningen af det 3. århundrede og blev erstattet af det nordindiske guptarige i løbet af det 4. århundrede, er det tydeligt, at sassanidernes indflydelse forblev betydningsfuld for det nordvestlige Indien gennem hele perioden.
Persien og Nordvestindien havde kulturelt og politisk samkvem i perioden, og visse sassanidiske skikke spredte sig ind på de kushan’ske områder. Især blev kushanherskerne påvirket af sassanidernes opfattelse af kongemagten, en opfattelse, der spredtes gennem import af sassanidiske sølvvarer og tekstiler, der viste fyrster på jagt eller i færd med at holde rettergang. Ved at overtage disse persiske opfattelser af kongemagten kunne kushanherskerne opretholde afstand mellem sig og deres undersåtter.
Denne kulturelle udveksling spredte dog ikke sassanidernes religiøse adfærd eller holdninger til Kushanriget. Mens sassaniderne altid holdt sig til en erklæret politik om religiøs missionsvirksomhed og også nu og da iværksatte forfølgelser eller tvungne omvendelser af minoritetsreligioner, foretrak kushanherskerne at regere med religiøs trolerance.
Kulturelle udvekslinger mellem Indien og Persien foregik også på et lavere niveau. Perserne importerede fx skakspillet fra Indien og ændrede dets navn fra ’’chaturanga’’ til ’’chatrang’’. Omvendt indførte perserne backgammon i Indien.
I Khosrau 1.s regeringstid blev mange bøger indført fra Indien og oversat til pahlavi, sassanideriget sprog. Nogle af dem fandt senere vej ind i den islamiske kulturs litteratur. Et berømt eksempel er oversættelsen af den indiske Panchatantra, som blev udført af en af Khosraus ministre Burzoe. Oversættelsen blev kendt som Kelileh va Demneh og nåede senere til Arabien og Europa.

## Det iranske samfund under sassaniderne
Sassanidernes samfund og civilisation var blandt de mest blomstrende, og i Vestasien var det kun det Byzantinske rige, der kunne sammenlignes med det. Mængden af videnskabelig og intellektuel udveksling mellem de to riger vidner om konkurrencen og samarbejdet mellem de gamle arnesteder for civilisation.
Sassanidesamfundet var meget komplekst med adskilte systemer for social organisering blandt de talrige forskellige grupper.  Man mener, at samfundet var inddelt i fire klasser: præster (Atorbanan på persisk:آتروبانان), krigere (Arteshtaran på persisk:ارتشتاران), skrivere (Dabiran på persisk:دبيران) og jævne folk (Vasteryoshan-Hootkheshan på persisk:هوتخشان-واستريوشان). I centrum for det sassanidiske kastesystem sad Shahanshah og regerede over alle de adelige. De kongelige prinser, småfyrster, større herremænd og præsterne dannede tilsammen et privilegeret lag, der blev betegnet som Bozorgan بزرگان, adelige. Dette sociale system ser ud til at have været temmelig stift. Det sassanidiske kastesystem overlevede riget og fortsatte ind i den tidlige, islamiske periode. 
På et lavere niveau var sassanidesamfundet opdelt i azatan آزادان (fribønder), som vogtede nidkært over deres status som efterkommere af de første ariske erobrere overfor massen af ikke-ariske bønder. Azatan'erne dannede en talrig lavadel, der boede på små landejendomme og fungerede som administratorer på et grundlæggende niveau. De udgjorde kavalleriet, der var den sassanidiske hærs kernetropper.
Den sassanidiske adel var en blanding af gamle parthiske klaner, det persiske aristokrati og adelsfamilier fra erobrede områder. Mange nye adelsfamilier var opstået efter opløsningen af det parthiske dynasti, mens mange af de tidligere dominerende ”syv parthiske klaner” fortsat havde stor indflydelse. Ved Ardashir Is hof havde de gamle arsacidefamilier Suren-Pahlav klanen og de syv parthiske klaner meget hæderfulde stillinger sammen med persiske familier som "Varazerne" og "Andiganerne". Ardashirs efterfølger, Shapur 1., brugte en cirkel omgivet af en halvmåne som sit symbol, hvad der kan have peget på hans slægtskab på moderens side med huset Suren-Pahlav. Ved siden af disse iranske og ikke-iranske adelsfamilier fandtes kongerne af Merv, Abarshahr, Carmanien, Sakastan, Iberien og Adiabene ved Shahanshahs hof. Faktisk var surenernes, karenernes og varazernes udstrakte landområder blevet en del af den oprindelige sassanidestat, men i form af halvvejs uafhængige stater. Suren-Pahlaverne beholdt deres herredømme over Sakastan, og en af deres slægtsgrene herskede over egnen omkring Nishapur. På den måde fortsatte adelsfamilier, som færdedes ved sassaniderigets hof, med at være selvstændige herskerhuse, selvom de var underkastet Shahanshah.
Det var almindeligt, at overhovedet i de persiske familier havde de mest magtfulde stillinger i den kejserlige administration, deriblandt guvernørposten i grænseprovinserne (Marzban مرزبان). De fleste af disse stillinger gik i arv fra far til søn. Marzbans med højest rang kunne sætte sig på en sølvtrone, mens marzbans fra de strategisk vigtigste grænseprovinser som fx i Kaukasus kunne bruge en guldtrone. Under felttog kunne de regionale marzbans betragtes som feldmarskaller, mens de lavere rangerende spahboder havde kommandoen over en hærstyrke.

## Religion
Sassanidstatens religion var zoroastrianismen, men den sassanidiske version havde klare forskelle i forhold til de regler, der var nedlagt i Avestaerne, zoroastrianismens hellige bøger. Sassanidernes zoroasterpræsteskab omformede religionen, så den blev afpasset efter deres forhold, hvad der skabte en betydelig religiøs usikkerhed. Sassanidernes religiøse politik bidrog til fremvæksten af talrige religiøse reformbevægelser, hvoraf de vigtigste var Manis og Mazdaks.
Det var en udtalt dualisme, som prægede zoroastrianismen. Ahura Mazda og Ahriman, det godes og det ondes principper, blev betragtet som ”tvillinger”, der "var mødtes i altings begyndelse for at skabe liv og død og for at afgøre, hvordan verden skulle blive". Det ene havde ikke forrang frem for det andet, og da de to var samtidige, havde de kæmpet siden tidernes morgen, og de ville næsten med sikkerhed fortsætte med at kæmpe i al evighed, for ingen af dem var i stand til at udslette det andet.
Disse to principper blev fremstillet som personer. Ahura Mazda var "skaberen af livet, både det jordiske og det åndelige", han som "skabte himmellegemerne jorden, vandet og træerne". Han var "god," "hellig," "ren," "sand," "den hellige Gud" "det helligste" "sandhedens kerne" "al sandheds fader" "den bedste af alle skabninger" "renhedens herre". Han var overvældende "lykkelig", da han havde alle velsignelser: "sundhed, rigdom, dyd, visdom og udødelighed". Fra ham kom enhver god gave, som mennesket kunne glæde sig over, og han undte de troende og retfærdige ikke blot jordiske fordele, men også kostelige åndelige gaver som sandhed, hengivenhed, "en ædel sjæl" og evig lykke. Og ganske som han belønnede de gode, således straffede han de onde, selv om det var en side af ham, han sjældent viste frem.
Zoroastrisk gudstjeneste var tæt forbundet med ildtempler og ildaltre. Hver eneste større by i riget havde et ildtempel, og i disse templer blev en hellig flamme, som var tændt fra himlen, konstant holdt ved lige af præsterne. Den var "uudslukkelig." Ildaltre fandtes muligvis også uafhængigt af templerne, for gennem hele sassanideperioden havde et fritstående ildalter en fremtrædende plads på bagsiden af mønterne. Altret blev vist med en flamme, der stiger op fra det, og ofte også med et hoved i flammen. Altrets sokkel var prydet med guirlander eller udskæringer, og på hver side af det sås to figurer, tilbedere eller beskyttere, der enten ser på flammen eller vender sig fra den, øjensynligt for at værne den mod ydre fjender.
Sammen med zoroastrianismen eksisterede andre religioner i sassanideriget, først og fremmest jødedom og kristendom. De havde som regel ret til at praktisere og udbrede deres tro. En meget stor jødisk menighed voksede frem under sassanidestyret, hvor den havde centre i Isfahan , Babylon og Khorasan, og sit eget halvvejs selvstyrende Exillederskab i Iraq. Denne menighed skulle vise sig at blomstre indtil begyndelsen på Zionismen. Jødiske menigheder blev dog med mellemrum udsat for forfølgelser, selv om de havde en forholdsvis stor religionsfrihed og nød privilegier, som andre religiøse mindretal ikke havde.  Shapur 1. (Shvor Malka på aramæisk) var særligt venligt stemt overfor jøderne, og hans venskab med Samuel gav den jødiske menighed mange fordele. Shapur 2., hvis mor var jøde, havde et tilsvarende venskab med en babylonisk rabbi Raba, og Rabas venskab med Shapur 2. satte ham i stand til at fremkalde en mildning i de undertrykkende love mod jøder.
De kristne tilhørte mest de Nestorianske og Jacobitiske grene af kirken, og de havde nære forbindelser med den byzantinske kirke. De hjalp den byzantinske hær i krigene. De fleste kristne boede i den vestlige del af sassanideriget, og der var en særlig stor koncentration i Armenien, hvor zoroastriske armenere som de første var konverteret til kristendommen. 

## Parserne
Efter sassaniderigets sammenbrud blev zoroastrierne efterhånden et forfulgt mindretal i Persien. Nogle af dem udvandrede til Gujarat i Indien, hvor de fik større frihed til at højtideligholde deres gamle skikke og bevare zoroastrianismen. Dér blev de kendt som parser. De bruger stadig den gamle, persiske kalender, der har sin begyndelse ved Yazdegerd tronbestigelse den 16. juni 632 e.Kr. De gamle dynastiske kalendere målte tiden ud fra forskellige regenters regeringstid, og ifølge parserne er Yazdegerds regeringstid ikke slut endnu.

## Kunst, videnskab og litteratur
Sassanidekongerne var oplyste beskyttere af litteratur og filosofi. Khosrau 1. fik oversat Platons and Aristoteles' værker til pahlavi, så der kunne undervises i dem på universitetet i Gundishapur, og han læste dem selv. I hans regeringstid blev mange historiske værker samlet, men den eneste tilbageblevne er Karnamak-i Artaxshir-i Papakan (Ardashirs gerninger), som er en blanding af historie og eventyr, der tjente som grundlag for det iranske nationalepos, Shahnama. Da Justinian 1. lukkede skolerne i Athen, flygtede syv af lærerne til Persien og fik asyl ved Khosraus hof. Efter nogen tid fik de hjemve, og i traktaten af 533 med Justinian fastslog sassanidekongen, at de græske vismænd skulle have lov til at vende hjem uden at blive forfulgt.
Under Khosrau 1. blev universitetet i Gundishapur, som var grundlagt i det 4. århundrede, "samtidens største intellektuelle centrum", og det tiltrak studerende og lærere fra alle egne af verden. Nestorianske kristne fik adgang, og de medbragte syriske oversættelser af græske værker om medicin og filosofi. Neoplatonikere kom også til Gundishapur, hvor de plantede de første kim til Sufi- mysticismen. Indiens, Persien, Syriens og Grækenlands medicinske kunnen blandedes der, så der opstod en blomstrende skole for sygdomsbehandling.
Kunstnerisk set skabte sassanideperioden nogle af de ypperligste frembringelser i den persiske kultur. Meget af det, der senere blev kendt som islamisk kultur, arkitektur og litteratur, blev i første omgang hentet fra persisk kultur. Da sassanideriget var på sit højdepunkt, strakte det sig fra Syrien til det nordvestlige Indien, men dets indflydelse kunne spores langt ud over disse politiske grænser. Sassanidemotiver fandt vej til Centralasiens og Kinas kunst, ja selv til det merovingiske Frankrig. Ifølge Will Durant:
| Citat | "Sassanidisk kunst videregav sine former og motiver mod øst til Indien, Turkestan og Kina og mod vest til Syrien, Lilleasien, Byzans, Balkanlandene, Ægypten og Spanien. Muligvis var det dens påvirkning, der fremkaldte skiftet i græsk kunst fra klassisk gengivelse til byzantinsk ornamentik og i latinsksproget, kristen arkitektur fra trælofter til murstens- eller stenhvælvinger, kupler og mure med stræbepiller. | Citat |
|       | |       |

Sassanidiske relieffer i Taq-e Bostan og Naksh-i Rustam var farvelagte. Det samme var mange detaljer i paladserne, men der er kun spor af malingen tilbage. Litteraturen gør det dog klart, at malerkunsten blomstrede i sassanideperioden. Profeten Mani siges at have grundlagt en malerskole. Ferdowsi skrev om persiske stormænd, der udsmykkede deres hovedgårde med billeder af iranske helte, og digteren al-Buhturi beskriver vægmalerier i paladset ved Ctesiphon. Når en sassanidekonge døde, blev den bedste maler tilkaldt for at lave et portræt af ham til den samling, der blev opbevaret i det kongelige skatkammer.
Malerier, skulpturer og keramik dekoreredes som sassanidiske tekstiler. Silkestoffer, broderier, brokader, damask, tapeter, stolebetræk, baldakiner, telte og tæpper blev vævet og knyttet med underdanig tålmodighed og mesterligt kunnen, og de var i varme farvebade med rødt, gult, blåt og grønt. Enhver perser, bonde eller præst stræbte efter at klæde sig over sin klasse. Gaver var ofte overdådige klædninger, og store farvestrålende tæpper har været symbol på rigdom i Østen fra Assyriens tid. De næsten 25 sassanidiske tekstiler, som findes, er blandt de mest værdsatte stoffer, der findes. De sassanidiske tekstiler var beundret og efterlignet fra Ægypten til Fjernøsten. Under korstogene foretrak kristne disse hedenske produkter til indpakning af relikvier af helgener. Da Heraclius erobrede Khosrau 2.s slot ved Dastagird, var forfinede broderiarbejder og et enormt knyttet tæppe det mest værdsatte af hans bytte. Khosrau I's "vintertæppe" skulle få ham til at glemme vinteren med billeder af forår og sommer: på tæppet voksede blomster og frugter, lavet af rubiner og diamanter, ved siden af stier af sølv og bække af perler på en grund af guld. Harun al-Rashid var stolt af et stort, sassanidisk tæppe, som var dekoreret med juveler. Perserne skrev kærlighedsdigte om deres tæpper.
Undersøgelser af sassanidisk kunstindustri viser over 100 typer af kroner, som blev båret af sassanidekongerne. De forskellige sassanidekroner viser den kulturelle, økonomiske, sociale og historiske situation i hver periode. Kronerne viser også karaktertræk hos hver konge. Der er forskellige symboler og tegn på sassanidekongernes kroner: måne, stjerner, ørn og palme, som viser bærerens tro og opfattelser.
Sassanidedynastiet stammede ligesom achaemeniderne fra provinsen Persis (Fars). Sassaniderne anså sig for at være efterfølgere for achaemeniderne efter det hellenistiske og parthiske mellemspil, og de troede, at det var deres skæbne at skulle genskabe Persiens storhed.
Selv om de forholdt sig til storheden under achaemeniderne, var sassaniderne ikke bare efterlignere. Periodens kunst viser en forbavsende livskraft, som i visse henseender foregriber væsentlige træk i den islamiske kunst. Sassanideperiodens kunst kombinerede elementer fra den traditionelle, persiske kunst med hellenistiske elementer og påvirkninger. Da Alexander den Store havde erobret det persiske rige, indledtes en spredning af hellenistisk kunst i Vestasien. Selv om rigerne i Mellemøsten accepterede denne kunstforms ydre træk, tilegnede de sig aldrig dens åndelige baggrund. Allerede i den parthiske periode blev hellenistisk kunst fortolket frit af folkene i Mellemøsten. Gennem hele sassanideperioden var der en reaktion mod hellenismen, og sassanidisk kunst genoplivede hjemligt persisk formsprog og traditioner. I den islamiske periode nåede denne kunstholdning frem til Middelhavets kyst. Ifølge Fergussons "History of Architecture":
| Citat | "Da [sassaniderne] kom til magten, genvandt Persien meget af den styrke og stabilitet, som havde været fremmed for landet så længe.... Styrkelsen af kunsrarterne i landet viser, at rigdommen var ved at vende tilbage og med den en grad af sikkerhed, der havde været ukendt side achaemenidernes fald." | Citat |
|       | |       |

Paladserne illustrerer den pragt, som sassanidekongerne omgav sig med. Som dem ved Firouzabad og Bishapur i Fars, hovedstaden Ctesiphon i Khvarvaranprovinsen i det nuværende Irak. Sammen med lokale traditioner var det parthisk arkitektur, der påvirkede sassanidisk arkitektur. Alle er præget af de tøndehvælvede iwaner der var indført under den parthiske periode. I sassanideperioden voksede de til massive proportioner, særligt i Ctesiphon. Der har buen i den store, hvælvede hal, måske fra Shapur 1.s regeringstid (241-272), en spændvidde på mere end 27 m, og den når en højde på 40 m. Denne storslåede bygning tryllebandt arkitekterne i de følgende århundreder, og den er et af de vigtigste eksempler på persisk arkitektur.
Mange af paladserne er, som det kendes fra Firouzabad, bygget op omkring en indre, ceremoniel hal. Den er et rum, som er dækket af en kuppel. Persierne løste problemet med at konstruere en rund kuppel oven på en kvadratisk bygning ved at bygge buer hen over hvert hjørne af kvadratet, sådan at det blev omdannet til en ottekant, som er let at dække med en kuppel. Rummet under Firouzabads kuppel er det ældste eksisterende eksempel . Det antyder, at teknikken blev opfundet i Persien.
Det enestående kendemærke ved sassanidisk arkitektur var dens markante brug af rum. De sassanidiske arkitekter opfattede deres bygninger i forhold til masser og overflader. Derfor brugen af massive mure med støbt eller udskåret stuk. Vægudsmykninger i stuk findes i Bishapur, hvor nogle af gulvene var dekoreret med mosaikker, der viser festunderholdning. Den romerske indflydelse er tydelig her, og mosaikkerne kan være skabt af romerske fanger. Bedre eksempler på stukdekorationer er bevaret fra Chal Tarkhan ved Rayy – sensassanidisk eller tidlig muslimsk – og fra Ctesiphon og Kish i Mesopotamien. Her viser panelerne dyrefigurer i rondeller, buster og udsmykning med geometriske mønstre eller blomstermotiver. Bygningerne blev desuden dekoreret med vægmalerier, og særligt fine eksempler er fundet ved Kuh-i Khwaja i Sistan.

## Sassanidernes hær
Rygraden i den persiske hær (spah) i sassanideperioden bestod af to slags kavalerienheder: Clibanarii og Katafrakter. Dette rytteri bestod af adelsmænd, der var blevet trænet i militærtjeneste fra deres ungdom, og det blev støttet af let kavaleri, fodfolk og bueskytter. Sassanideteknikken gik ud på om at bryde fjendens opstilling ved hjælp af pileregn, krigselefanter og andre troppeenheder, sådan at der opstod åbninger, der kunne udnyttes af kavaleriet.
Til forskel fra deres forgængere partherne udviklede sassaniderne avancerede belejringsmaskiner. Den udvikling tjente sassaniderne godt i konflikterne med Romerriget, hvor det gjaldt om at indtage byer og befæstninger. Omvendt udviklede sassaniderne også teknikker til forsvar af deres egne byer. Sassanidehæren var berømt for det tunge kavaleri, hvilket svarede ret nøje til forholdene i parthernes hær, selv om den var mere avanceret og afgørende. Den græske historiker Ammianus Marcellinus' beskrivelse af Shapur 2.s clibanarii-rytteri viser klart, hvor tungt udrustet det var:
| Citat | Alle kompagnier var klædt i jern, og alle dele af deres kroppe var dækket af tykke plader, der var sammenføjet sådan, at samlingerne passede til kroppens led. Det menneskelige ansigts form var afpasset dygtigt efter deres hoved, og da det hele var dækket af metal, kunne pile kun trænge ind, hvis de ramte dér, hvor de kunne se en smule gennem åbninger ud for øjets pupil, eller hvor de kunne få lidt luft gennem næsetippen. Ud af disse var der nogle, som var bevæbnet med lanser, og de stod så ubevægeligt, at man skulle tro, de blev holdt fast med klamper af bronze. | Citat |
|       | |       |

## Sassaniderigets kronologi
- 224-226: Omstyrtelsen af Partherriget.
- 226-241: Ardashir 1.s regeringstid.
- 229-232: Krig med Romerriget.
- Zarathustrianismen bliver genoplivet som statsreligion.
- Teksterne i Zend Avesta bliver samlet.

- 241-271: Shapur 1.s regeringstid.
- 241-244: Første krig med Romerriget.
- 258-260: 2. krig med Romerriget. Den romerske kejser, Valerian, bliver taget til fange under slaget ved Edessa.
- 215-271: Profeten Mani, grundlæggeren af manikæismen.

- 271-301: En tid med tronfølgestridigheder.

- 309-379: Shapur 2., "den Store"s, regeringstid
- 337-350: Krig med Romerriget med forholdsvis ringe resultat.
- 358-363: 2. krig med Romerriget. Store sejre, som flytter rigets grænser mod øst og vest.

- 399-420: Yazdegerd 1., ”Synderen”s, regeringstid.
- 409: Kristne tillades at dyrke deres religion offentligt og at bygge kirker
- 416-420: Yazdegerd tilbagekalder sin tidligere beslutning, og de kristne bliver forfulgt.

- 420-438: Bahram 5.s regeringstid..
- 420-422: Krig med Romerriget.
- 424: Et kirkemøde i Dad-Ishu erklærer den østlige kirke for uafhængig af patriarken af Konstantinopel.

- 438-457: Yazdegerd 2. s regeringstid.
- 441: Krig med Romerriget med godt resultat.
- 451: Armensk oprør knust i slaget ved Vartanantz.

- 483: Bekendtgørelse om tolerance overfor kristne.

- 491: Den armenske kirke afviser Koncilet i Chalcedon.
- Nestorianisme bliver den dominerende kristne sekt i sassanideriget.

- 531-579: Khosrau 1.s regeringstid, "han med den udødelige sjæl" (Anushirvan)

- 533: "Traktat om uendelig fred" indgået med Romerriget.

- 540-562: Krig med Romerriget.

- 590-628: Khosrau 2. s regeringstid.

- 603-628: Krig med Romerriget. Erobringer i Syrien, Palæstina, Ægypten og i Anatolien, som næsten genskaber Achæmenidernes grænser, før romerne generobrer områderne.

- 610: Araberne besejrer sassanidernes hær ved Dhu-Qar.

- 626: Avarer og iranere foretager en resultatløs belejring af Konstantinopel.

- 627: Den romerske kejser Heraclius invaderer Assyrien og Mesopotamien. De iranske styrker lider et afgørende nederlag i slaget ved Ninive til de byzantinske styrker.

- 628-632: Kaotisk tid med flere herskere.

- 632-642: Yazdegerd 3.s regeringstid.

- 636: Sassaniderne lider et afgørende nederlag i slaget ved al-Qādisiyyah under den muslimske erobring af Iran.

- 642: Arabernes endelige sejr tilintetgør den iranske hær ved Nahavand (Nehavand).

- 651: Den sidste sassanidiske hersker, Yazdegerd 3., bliver myrdet i Merv i nutidens Turkmenistan, og dermed ophører dynastiet. Hans søn, Pirooz, og mange andre går i eksil i Kina.

### Links til baggrundsstof
- Iranologie: History of Iran Arkiveret 15. juli 2009 hos  Wayback Machine (engelsk)
- Iran Chamber Society: History of Iran Arkiveret 10. november 2006 hos  Wayback Machine (engelsk)
- Livius: Artikler om oldtidens Persien Arkiveret 13. maj 2011 hos  Wayback Machine, oversat til (engelsk)